# Villaldama
Villaldama är en kommun i Mexiko.   Den ligger i delstaten Nuevo León, i den centrala delen av landet, 800 km norr om huvudstaden Mexico City. Antalet invånare är 4 247.
Följande samhällen finns i Villaldama:
- Santa Isabel